# Aversī
Aversī (persiska: آوِرسی, اورسی, Āversī) är en ort i Iran.   Den ligger i provinsen Västazarbaijan, i den nordvästra delen av landet, 600 km väster om huvudstaden Teheran. Aversī ligger 1 708 meter över havet och antalet invånare är 664.
Terrängen runt Aversī är varierad. Runt Aversī är det ganska tätbefolkat, med 185 invånare per kvadratkilometer. Närmaste större samhälle är Silvana, 11,5 km norr om Aversī. Trakten runt Aversī består i huvudsak av gräsmarker.